# Neuville-au-Plain
Neuville-au-Plain är en kommun i departementet Manche i regionen Normandie i norra Frankrike. Kommunen ligger i kantonen Sainte-Mère-Église som tillhör arrondissementet Cherbourg. År 2022 hade Neuville-au-Plain 84 invånare.

## Befolkningsutveckling
Antalet invånare i kommunen Neuville-au-Plain
| Referens: INSEE |